# Eagles United Palermo 2021
Questa voce raccoglie le informazioni riguardanti gli Eagles United Palermo nelle competizioni ufficiali della stagione 2021.

## Roster
| Roster degli Eagles United Palermo (2021) |
| --- |
| Quarterback - 12 Nicola Mondello - 16 Salvatore Di Maggio Running Back - 1 Manfredi Re - 26 Samuele Trapani - 32 Francesco Graziano Wide Receiver - 6 Emanuele Liggio - 11 Marco Randisi - 12 Andrea Tumminello - 14 Alessio Cipriano - 15 Pierluca Cuvello - 22 Giorgio Ciulla - 40 Daniele Parisi - 80 Erik Mirko Mazzone - 81 Francesco Giambanco - 87 Riccardo Leone Offensive Linemen - 56 Giorgio Tocco - 59 Alessandro Gallo - 62 Riccardo Aruta - 67 Giuseppe Magrì Defensive Linemen - 58 Salvatore Li Calsi Linebacker - 4 Michele Li Calsi - 8 Germano D’Arpa - 24 Giuseppe Todaro - 28 Dario Corrao Defensive Back - 10 Angelo Maria Bottone - 23 Giuseppe Gulotta - 27 Davide Di Petrillo - 29 Giulio Sposito - 35 Salvatore Spataro - 39 Davide Calabria Special Team |

## Campionato Italiano Football a 9 FIDAF 2021

### Stagione regolare
| Catanzaro 2 maggio 2021, ore 15:35 | Achei Crotone | 12 – 20 (0-6 0-8 12-6 0-0) referto | Eagles United Palermo | Stadio Curto |

| Palermo 9 maggio 2021, ore 15:30 | Eagles United Palermo | 23 – 50 (7-7 0-13 8-7 8-23) referto | Elephants Catania | A.S.D. Tommaso Natale Sport Village\| Arbitro: \| M. Cuppari \| |
| Arbitro:                         | M. Cuppari            |                                     |                   |                                                                 |

| Palermo 23 maggio 2021, ore 15:30 | Eagles United Palermo | 37 – 50 (7-6 0-20 14-16 16-8) referto | Achei Crotone | A.S.D. Tommaso Natale Sport Village\| Arbitro: \| M. Cuppari \| |
| Arbitro:                          | M. Cuppari            |                                       |               |                                                                 |

| Catania 30 maggio 2021, ore 14:00 | Elephants Catania | 49 – 13 (14-7 14-0 15-6 6-0) referto | Eagles United Palermo | Stadio Benito Paolone |

## Statistiche di squadra
| Competizione | %Vittorie | In casa | In casa | In casa | In casa | In casa | In casa | In trasferta | In trasferta | In trasferta | In trasferta | In trasferta | In trasferta | Totale | Totale | Totale | Totale | Totale | Totale |
| Competizione | %Vittorie | G       | V       | N       | P       | Pf      | Ps      | G            | V            | N            | P            | Pf           | Ps           | G      | V      | N      | P      | Pf     | Ps     |
| ------------ | --------- | ------- | ------- | ------- | ------- | ------- | ------- | ------------ | ------------ | ------------ | ------------ | ------------ | ------------ | ------ | ------ | ------ | ------ | ------ | ------ |
| Campionato   | 0.250     | 2       | 0       | 0       | 2       | 60      | 100     | 2            | 1            | 0            | 1            | 33           | 61           | 4      | 1      | 0      | 3      | 93     | 161    |
| Playoff      | -         | -       | -       | -       | -       | -       | -       | -            | -            | -            | -            | -            | -            | -      | -      | -      | -      | -      | -      |
| Totale       | 0.250     | 2       | 0       | 0       | 2       | 60      | 100     | 2            | 1            | 0            | 1            | 33           | 61           | 4      | 1      | 0      | 3      | 93     | 161    |